# Sida meloana
Sida meloana är en malvaväxtart som beskrevs av Antonio Krapovickas. Sida meloana ingår i släktet sammetsmalvor, och familjen malvaväxter. Inga underarter finns listade i Catalogue of Life.